# Akademia Kopernikańska
Akademia Kopernikańska – polska instytucja naukowa, której celem jest działanie na rzecz polskiej nauki i jej promocja w Polsce oraz poza jej granicami. Mieści się przy ul. Nowogrodzkiej 47a w Warszawie.

## Charakterystyka
Wśród zadań jakie zostały przypisane Akademii Kopernikańskiej w ustawie znajdują się między innymi:
- przyznawanie Nagród Kopernikańskich,
- nadzorowanie i wspieranie działalności Szkoły Głównej Mikołaja Kopernika,
- koordynacja programu Ambasadorów Międzynarodowej Akademii Kopernikańskiej,
- realizacja Światowego Kongresu Kopernikańskiego[1][2].

Akademia zbudowana została na pięciu filarach, które odpowiadają obszarom zainteresowań Mikołaja Kopernika. Na tej podstawie stworzono kilka izb Akademii, do których należą: astronomia, ekonomia, prawo, medycyna oraz teologia i filozofia. W skład Akademii wejdzie do 120 osób, które powoływane są przez Prezydenta Rzeczypospolitej Polskiej na wniosek poszczególnych Izb Akademii. Akademia ma być miejscem współpracy polskich i zagranicznych naukowców. Poza finansowaniem badań naukowych instytucja ta ma się zajmować przygotowywaniem konferencji, sympozjów i seminariów oraz współpracą międzynarodową.
Sekretarzem generalnym jest prof. dr hab. Krzysztof Górski.

## Izby Akademii
W skład Akademii wchodzą:
1. Izba Astronomii i Nauk Matematyczno-Przyrodniczych
2. Izba Nauk Medycznych
3. Izba Nauk Ekonomicznych i Zarządzania
4. Izba Filozofii i Teologii
5. Izba Nauk Prawnych
6. Izba Laureatów Nagrody Kopernikańskiej.